# 10305 Grignard
A 10305 Grignard (ideiglenes jelöléssel 1989 YP5) a Naprendszer kisbolygóövében található aszteroida. Eric Walter Elst fedezte fel 1989. december 29-én.